# 日本テクニカルデザイナーズ協会
特定非営利活動法人日本テクニカルデザイナーズ協会 (にほんテクニカルデザイナーズきょうかい）とは、製品事故（製品が原因の事故）を予防するために、デザイナー、技術者、弁護士、医療従事者、損害保険プロ代理店、主婦、学生ほか、多方面で活躍している人が集まり、製品事故予防対策（PL対策）の普及啓発活動を行なっているNPO法人である。消費者庁や独立行政法人製品評価技術基盤機構 (NITE) より各種セミナーの後援をもらい活動している。
業界ごとにばらばらな基準で制作されている取扱説明書の標準化を提唱し、数値による評価方法（取扱説明書検証プログラム）を行っている。協会認定資格として、テクニカルデザイナー、PLアドバイザーがある。

## 沿革
- 2002年 - 現理事長の渡辺吉明がPL対策普及のため、任意団体として設立し全国各地域でPL勉強会を開始。
- 2006年 - 特定非営利活動法人日本テクニカルデザイナーズネットワーク協会としてNPO法人となる。
- 2010年 - 特定非営利活動法人日本テクニカルデザイナーズネットワーク協会から特定非営利活動法人日本テクニカルデザイナーズ協会へ名称変更。大学生や、現役社会人のコンプライアンス教育の一環として「PL検定」を開始。現在、東北工業大学ライフデザイン学部安全安心生活デザイン学科が学生のPL対策知識向上のため、PL検定を導入する。

## 事務所
- 主たる事務所：東京都豊島区西池袋三投目22番5号パークスビル3階
- 従たる事務所：大阪府大阪市北区天神橋二丁目5番3号　第5新興ビル504号
- 従たる事務所：宮城県仙台市太白区向山三丁目16番10号

## PL対策
商品欠陥事故防止対策のことで、予防策 (PLP) と事故発生後対策 (PLD) がある。

## テクニカルデザイナー
従来のデザイナー感覚に加え、取扱説明書のような「マニュアル制作スキル」を身に付け、商品の欠陥事故を予防するための知識と、消費者視点でのPL上の安全性を客観的に見極める知識や技術を有しているデザイナーのことをいう。

## PLアドバイザー
商品の欠陥事故防止対策を習得し、マニュアルから商品まで、消費者視点でのPL上の安全性を客観的に見極める知識や技術と検証技術を有しているアドバイザーのこと。